# Kia Brisa
Der Kia Brisa (Hangeul: 기아 브리사) bezeichnet die ersten PKW-Modelle des koreanischen Automobilherstellers Kia (damals noch „Kia Industry Company“). Es wurde in zwei Modellreihen als Nachbauten von Mazda Modellen hergestellt. Die Produktion kam 1981 zu Ende, nachdem der neue Militärdiktator Chun Doo-hwan eine Konsolidierung der Branche durchgesetzt hatte, mit dem Effekt, dass Kia fortan keine Pkws mehr bauen durfte, sondern nur noch für leichte Nutzfahrzeuge zuständig war.

## Brisa I (1973–1981)
Noch ein Jahr vor dem PKW gab es den Brisa als Pick-up (B-1000 bzw. „Master“), der von 1973 bis 1981 gebaut wurde und die langjährig von Kia produzierten dreirädrigen Kleinstlaster ablöste. Mit dem viertürigen Brisa (S-1000), der von 1974 bis 1981 gebaut wurde, kam der erste PKW von Kia auf den Markt. Die Modellreihe ist ein Lizenzbau des Mazda Familia.

### Technische Daten
(Quelle: )
- Länge: 3850 mm
- Breite: 1540 mm
- Höhe: 1390 mm
- Leergewicht: 790 kg
- Motor: 985 cm³, 4 Zylinder, 55–62 PS, 140 km/h

Ursprünglich mit dem 46-kW/62-PS-1-Liter-Mazda Motor gestartet, erhielt die Modellreihe im Oktober 1975 die größere 1,3-Liter-Version mit 72 PS (53 kW) als Reaktion auf den erfolgreich gestarteten Hyundai Pony. Ab 1978 gab es auch das Kombi-Modell der Mazda Baureihe.
1976 und 1978 wurden der Brisa und der Master überarbeitet.
Insgesamt wurden 31.017 Brisa Pkw gebaut, einschließlich der Pick-ups 75.987. Davon wurden insgesamt 1.526 exportiert, beginnend mit einer Lieferung von 31 Brisa B-1000 Pick-ups nach Katar 1975.

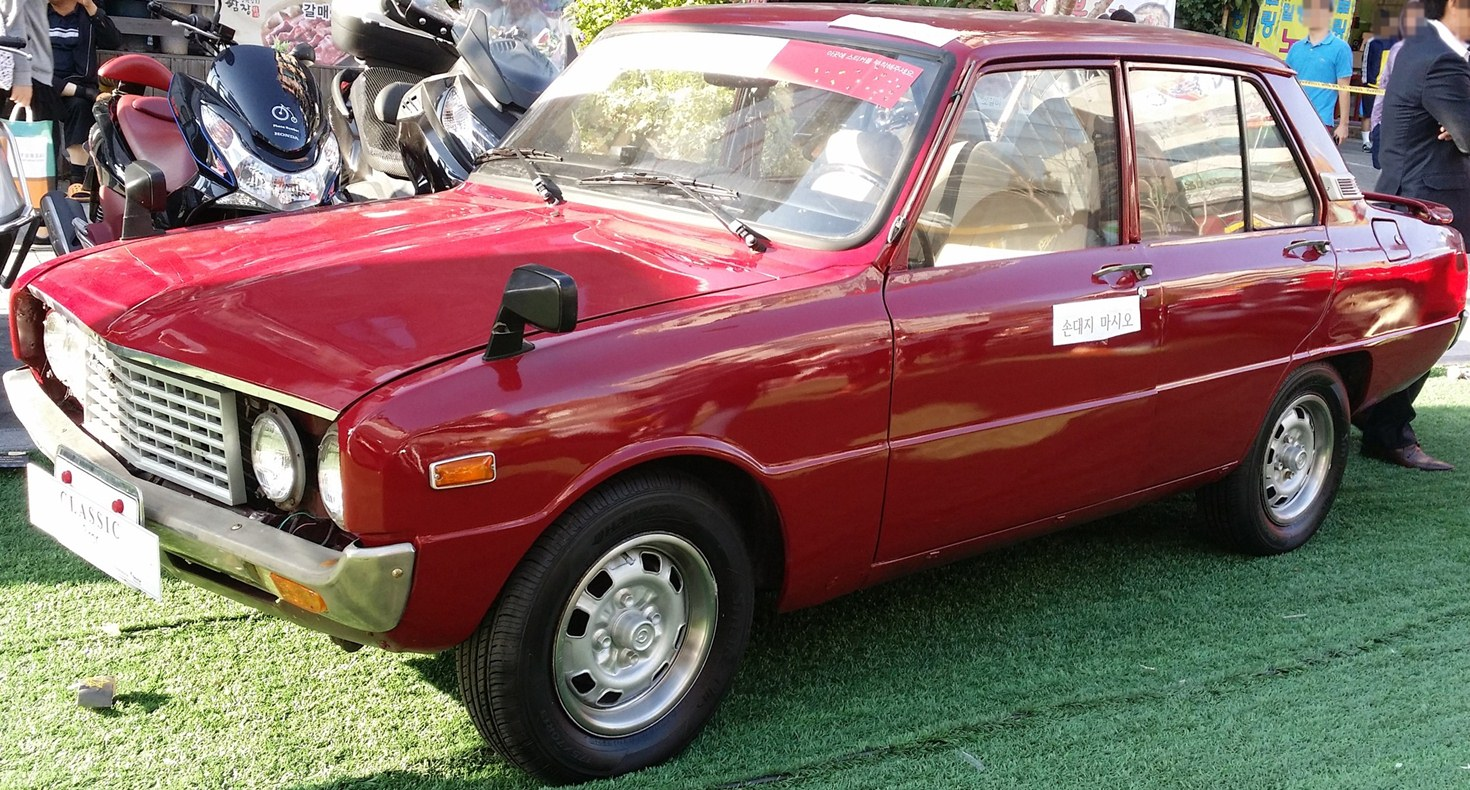
Kia Brisa S-1000 (1978–1981)
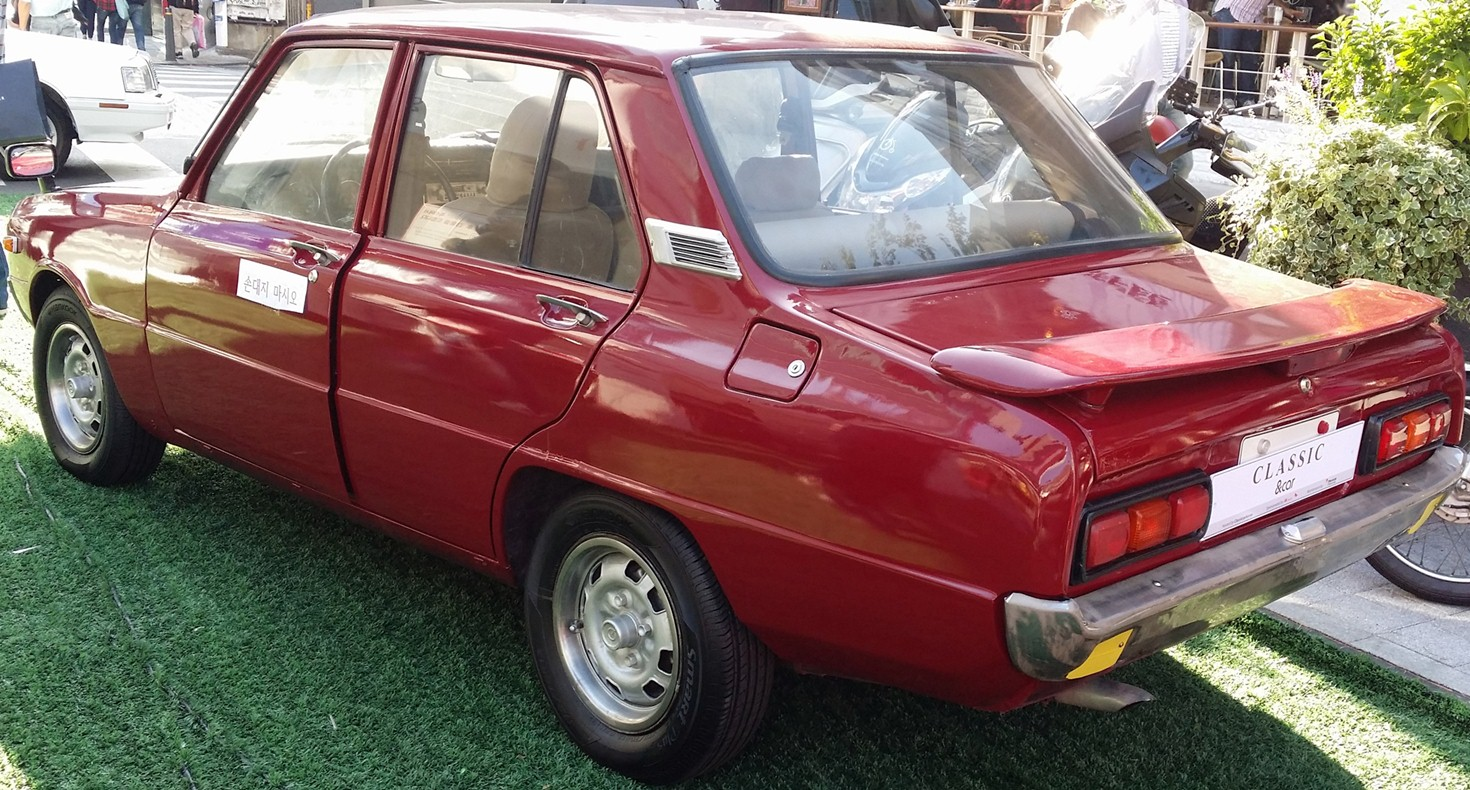
Heckansicht
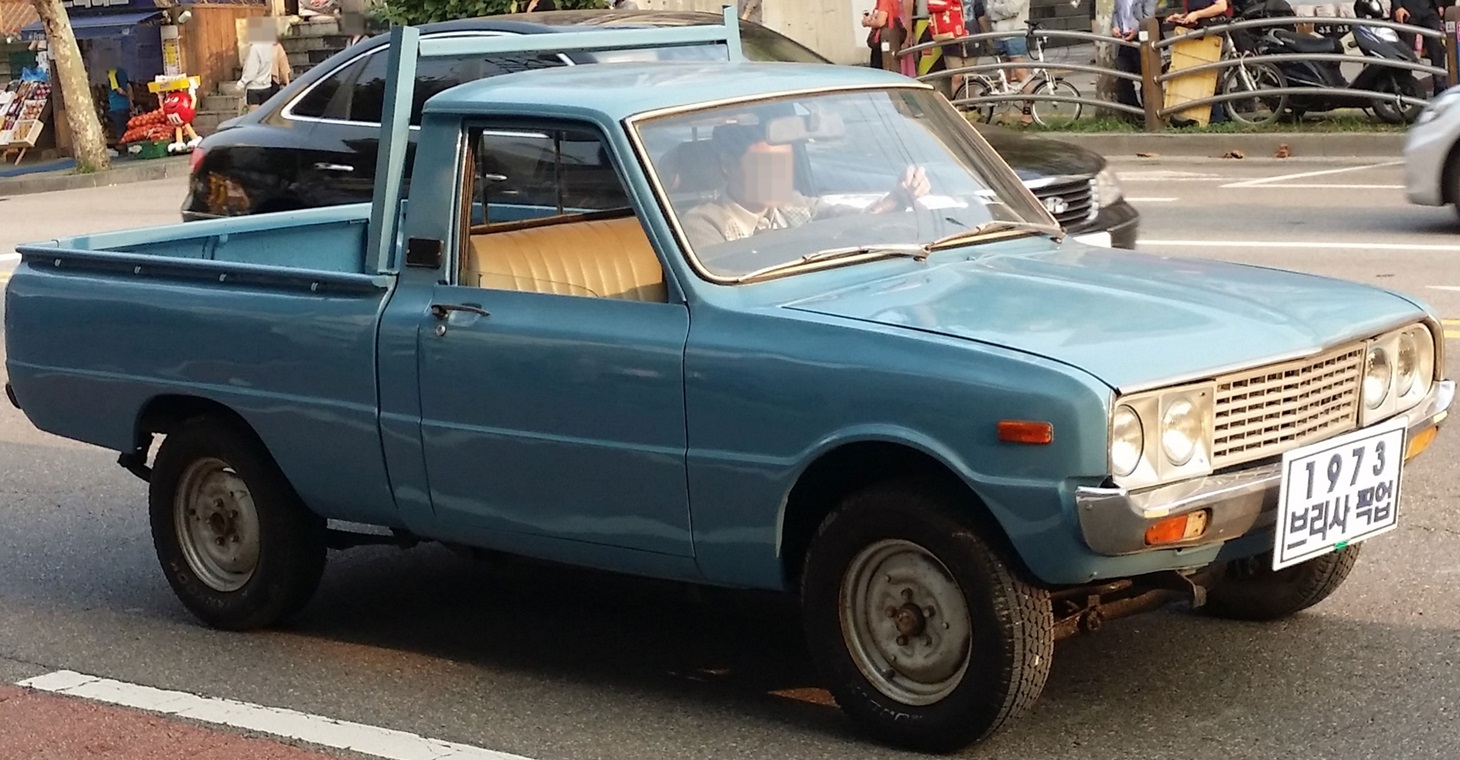
Kia Master (1978–1981)
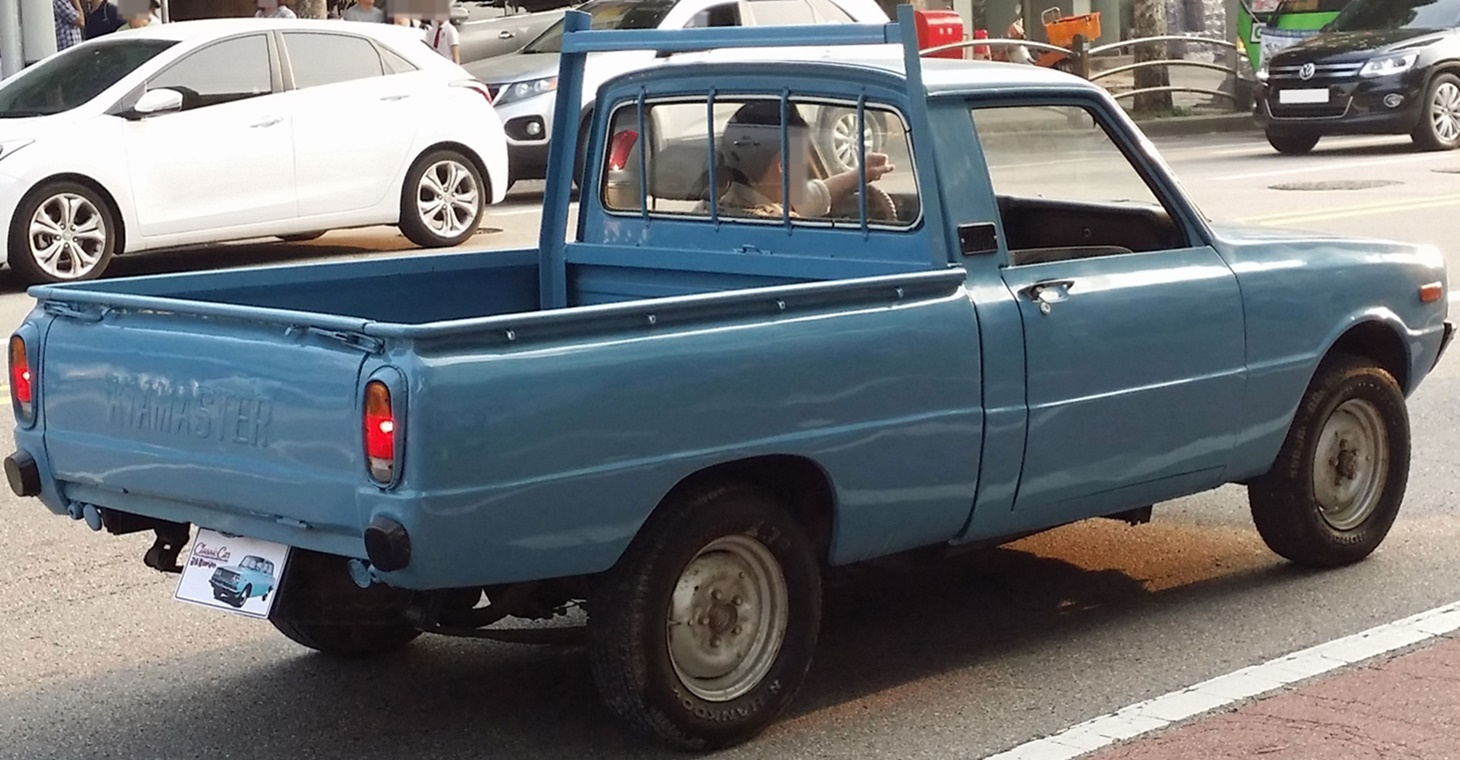
Heckansicht

## Brisa II / K303 (1975–1981)
Der 1973 erschienene Mazda Grand Familia wurde ab 1975 als „Brisa II“ von Kia in Lizenz produziert. 
Dieses Modell mit größeren 1,3-Liter-Motor wurde 1976 nach einem kleinen Facelift als Kia K303 vertrieben.
Den K303 gab es auch als Kombi.

### Technische Daten
- Länge: 3970 mm
- Breite: 1595 mm
- Höhe: 1380 mm
- Leergewicht: 845 kg
- Motor: 1272 cm³, 4 Zylinder, 65–72 PS, 150 km/h